# Liste der Biografien/Hasd
Liste der Biografien |
Portal Biografien |
Personensuche
# |
A |
B |
C |
D |
E |
F |
G |
H |
I |
J |
K |
L |
M |
N |
O |
P |
Q |
R |
S |
T |
U |
V |
W |
X |
Y |
Z |
?
 
Ha |
Hd |
He |
Hi |
Hj |
Hk |
Hl |
Hm |
Hn |
Ho |
Hr |
Hs |
Ht |
Hu |
Hv |
Hw |
Hy
 
Haa |
Hab |
Hac |
Had |
Hae–Haf |
Hag |
Hah |
Hai |
Haj |
Hak |
Hal |
Ham |
Han |
Hao |
Hap |
Haq |
Har |
Has |
Hat |
Hau |
Hav |
Haw |
Hax |
Hay |
Haz
 
Hasa |
Hasb |
Hasc |
Hasd |
Hase |
Hasf |
Hasg |
Hash |
Hasi |
Hasj |
Hask |
Hasl |
Hasm |
Hasn |
Haso |
Hasp |
Hasq |
Hass |
Hast |
Hasu |
Hasv |
Hasw |
Hasz
Die Liste der Biografien führt alle Personen auf, die in der deutschsprachigen Wikipedia einen Artikel haben. Dieses ist eine Teilliste mit 8 Einträgen von Personen, deren Namen mit den Buchstaben „Hasd“ beginnt.

## Hasd

### Hasde
- Hasdeu, Bogdan Petriceicu (1838–1907), rumänischer Politiker, Schriftsteller, Historiker, Romanist, Rumänist und Ethnologe
- Hasdeu, Iulia (1869–1888), rumänische Schriftstellerin und Dichterin

### Hasdr

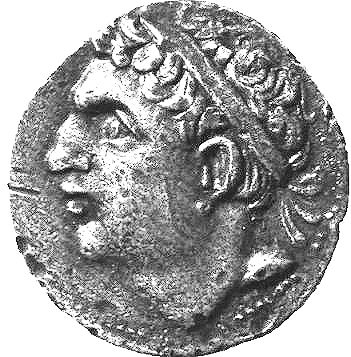
Hasdrubal († 207 v. Chr.)

- Hasdrubal, karthagischer Feldherr
- Hasdrubal († 207 v. Chr.), karthagischer Feldherr, Bruder HannibalsHasdrubal († 207 v. Chr.)
- Hasdrubal, karthagischer Feldherr, Sohn Gisgos
- Hasdrubal, karthagischer Feldherr, Gegner Massinissas
- Hasdrubal, karthagischer Regent (um 530 bis um 510 v. Chr.)
- Hasdrubal (270 v. Chr.–221 v. Chr.), karthagischer Feldherr, Schwiegersohn des Hamilkar Barkas